# Annie Cordy
Pour les articles homonymes, voir Cordy, Léonie et Cooreman.
Léonia Juliana Cooreman, dite Annie Cordy, née le 16 juin 1928 à Laeken (Belgique) et morte le 4 septembre 2020 à Vallauris (France), est une chanteuse, meneuse de revue et actrice belge.
Artiste prolifique, elle a enregistré plus de sept cents chansons au style enjoué et festif. Elle a été à l'affiche d'une vingtaine de comédies musicales et d'opérettes, a tourné dans une quarantaine de films et une trentaine de séries et téléfilms, joué la comédie dans une dizaine de pièces de théâtre et donné près de dix mille galas. Très énergique et toujours de bonne humeur lors de ses apparitions en public, elle vante les mérites du sourire, même s'il lui arrive d'incarner des personnages plus graves au cinéma ou dans des fictions à la télévision.
Anoblie en 2005 avec le titre personnel de baronne, elle choisit pour devise une expression combinant sa conception de l'existence et, en hommage à sa patrie, la devise du Royaume de Belgique  : « La passion fait la force ».

## Biographie

### Jeunesse et formation
Léonia Juliana Cooreman naît à Laeken, commune de la ville de Bruxelles en Belgique. Son père, Jan Cornelius Cooreman, est menuisier ; sa mère, Maria de Leeuw, lui donne le goût des chansons en lui faisant écouter la TSF. Elle a un frère aîné, Louis, et une sœur, Jeanne.
À huit ans, comme elle est de constitution fragile, sa mère l'inscrit au cours de danse des filles de François Ambrosiny. Elle apprend le piano et le solfège, tout en poursuivant ses études, puis participe à des galas de bienfaisance. Entre les numéros dansés, elle chante les succès du moment. Très vite, tout s'enchaîne : radio-crochets, concours… Aussitôt, elle est remarquée par le directeur artistique du Lido, qui réussit à la convaincre de quitter Bruxelles, où elle jouait au Bœuf sur le toit. Elle débarque à Paris le 1er mai 1950, engagée comme meneuse de revue à peine âgée de 21 ans.

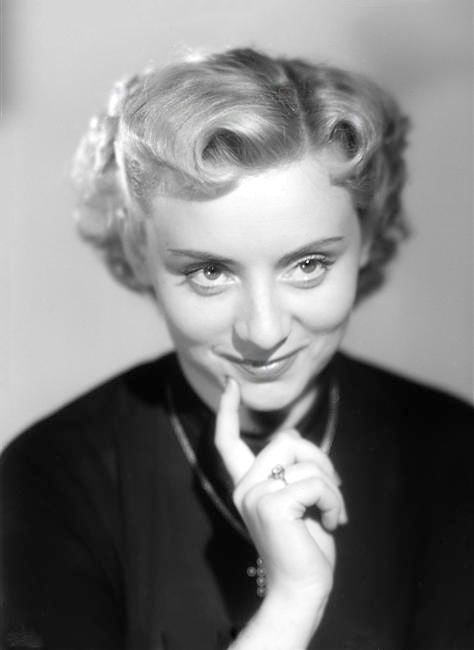
Annie Cordy en 1953 (Studio Harcourt).

En 1951, elle rencontre celui qui deviendra son mari et imprésario, François-Henri Bruneau dit Bruno  (1911-1989),. Ils se marient le 3 février 1958, à la mairie de Bièvres, où ils habitent, dès avril 1960, dans leur grande maison « La Roseraie ». Le couple n'eut jamais d'enfants.
Selon ses déclarations qu'ont rapportées certains médias, elle n'aurait pas demandé la nationalité française, ou du moins, aurait demandé à conserver sa nationalité belge à l'occasion de son mariage,,, toutefois selon d'autres sources cette nationalité aurait été acquise et avant 1992 selon le gouvernement français.

### Débuts
Annie Cordy mène ensuite diverses revues au Lido et à l’ABC. Elle accompagne également la caravane du Tour de France.
En 1952, Annie Cordy commence à montrer les autres facettes de son talent : elle signe un contrat avec Pathé-Marconi, obtient à Deauville le prix Maurice-Chevalier, puis est engagée pour La Route fleurie avec Georges Guétary et Bourvil. Tout en continuant l'opérette, Annie Cordy enregistre ses premiers succès — Les trois bandits de Napoli, Bonbons Caramels, Fleur de papillon, Léon, La tantina de Burgos, La ballade de Davy Crockett, etc. — qui l'imposent définitivement. Elle apparaît également au grand écran dans Si Versailles m'était conté... de Sacha Guitry (1953), Poisson d'avril avec Bourvil et Louis de Funès (1954) et Bonjour sourire avec Henri Salvador (1955). La même année, elle passe en vedette à l'Olympia et à Bobino, et reçoit le Grand Prix de l'Académie Charles-Cros pour la chanson Oh Bessie ! Le 18 avril 1956, elle chante lors de la cérémonie de fiançailles du prince Rainier III de Monaco et de l'actrice Grace Kelly.
Après le succès au cinéma du Chanteur de Mexico avec Luis Mariano et Bourvil, c'est l'Amérique qui l'accueille : le Plazza à New York, le Copacabana à Rio de Janeiro, puis Cuba, Mexico ou encore Porto Rico. Un contrat pour une grande comédie musicale lui est alors proposé aux États-Unis, mais son manager et mari n'appréciant pas l'Amérique, elle abandonne une carrière internationale prometteuse.

### Artiste de music-hall

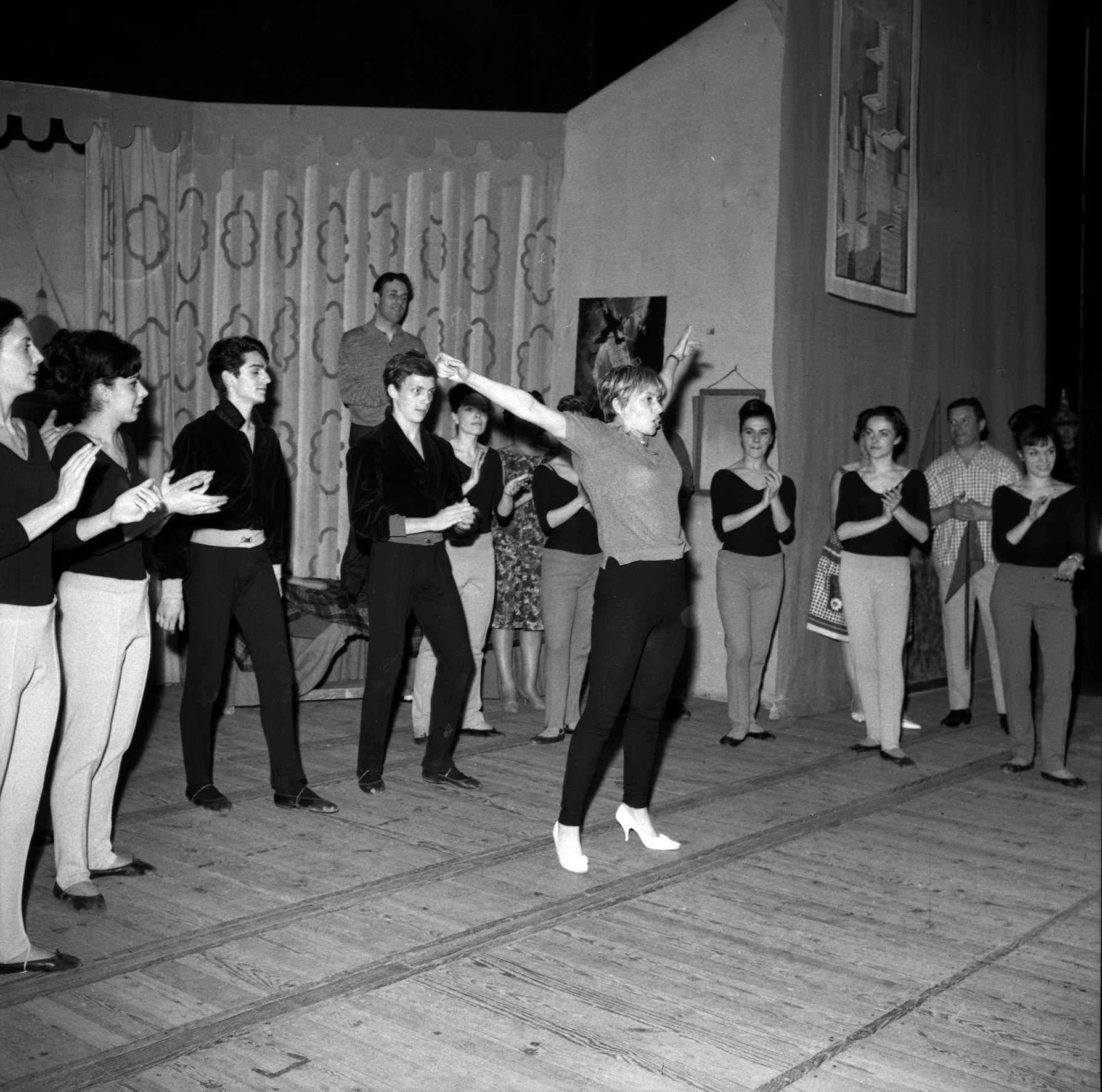
1964 - répétitions d'Annie Cordy pour Visa pour l'amour, avec L. Mariano (Toulouse).

En 1957, Annie Cordy commence une nouvelle opérette, Tête de Linotte, avant de retrouver Luis Mariano dans Visa pour l'Amour (de 1961 à 1964), et Bourvil dans Ouah ! Ouah ! (1965). Avec Darry Cowl comme compositeur et partenaire, elle crée Pic et Pioche en 1967 et en compagnie de Pierre Doris, Indien vaut mieux que deux tu l'auras.
En 1964, elle retrouve la scène de Bobino pour une rentrée parisienne. En février 1965, sur les conseils de Maurice Chevalier, elle présente aux Parisiens un véritable « Show », où chaque chanson donne lieu à une mise en scène, à des ballets et à des costumes : Annie Cordy en deux actes et 32 tableaux. Un an plus tard, elle enchaîne sur une tournée internationale qui la mène de Berlin à Madrid, en passant par Moscou, où elle retourna pour dix-neuf concerts l'année suivante.
En 1972, elle crée la version française de Hello, Dolly !, ce qui lui vaut l'Award de la meilleure show-woman européenne, triomphant avec Nini la Chance (1976) et Envoyez la musique ! (1982). Elle connaît le succès également au théâtre, en interprétant Madame Sans-Gêne et Madame de Sévigné. En 1994, son interprétation de la Célestine consacre définitivement son talent dramatique.

#### Chanteuse

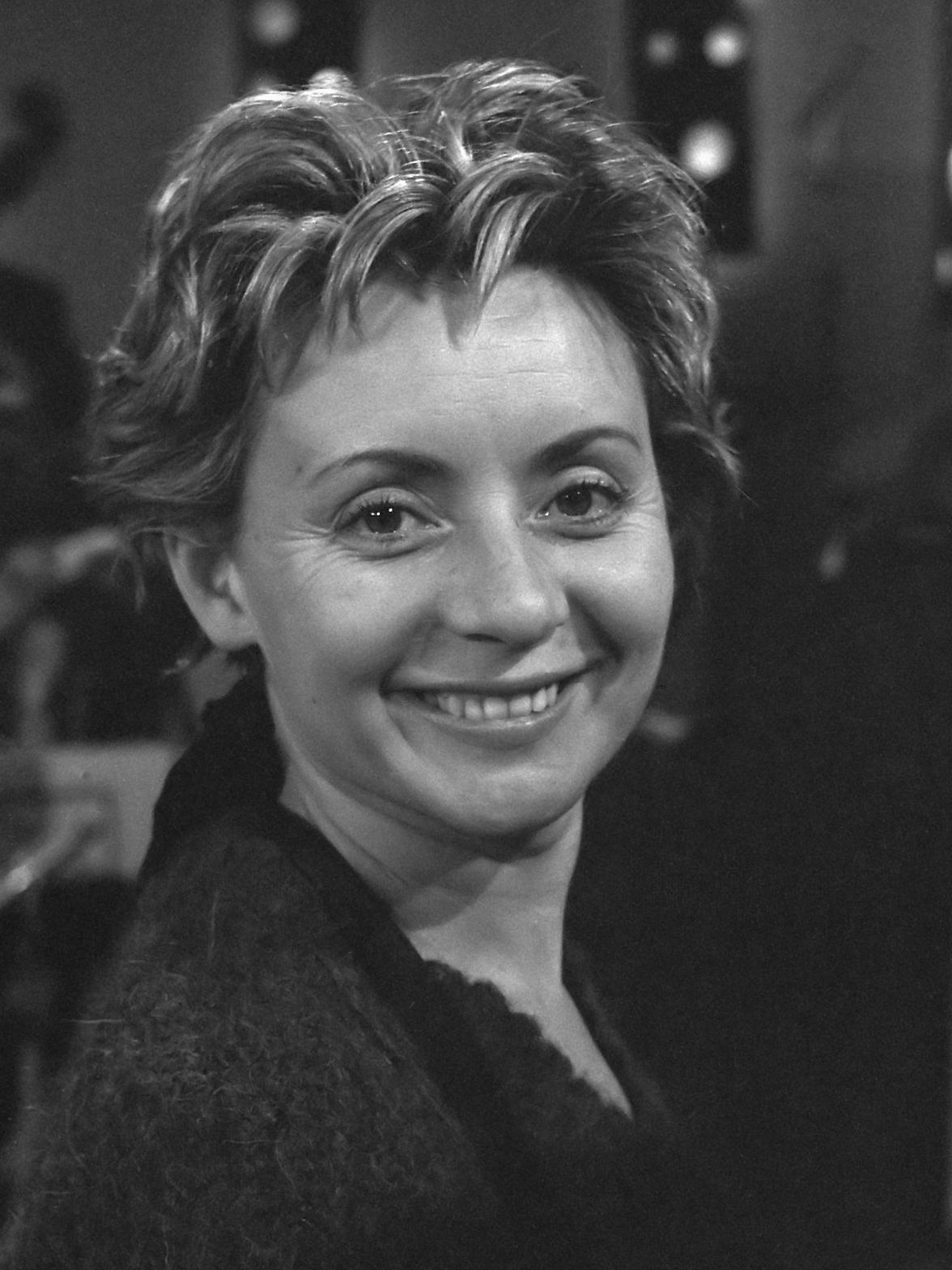
Annie Cordy en 1961.

Malgré une vive présence au devant de la scène théâtrale, Annie Cordy continue d'enregistrer des chansons qui rencontrent le succès auprès du public : Cigarettes, Whisky et P'tites Pépées (1957), Hello le soleil brille (no 1 durant 26 semaines en 1958), Nick nack paddy whack (1959), Salade de fruits (1959), Un clair de lune à Maubeuge (1962), Six roses (1964), Le p'tit coup de chance (1965), T'as vu Monte-Carlo ? (1969), Hello, Dolly! (1972), La Bonne du curé (plus d'un million de disques vendus en 1974), Frida oum papa (1975), La Bébête (1976), Ça ira mieux demain (1976), Nini la chance (1976), Le Kazou (1979), Señorita Raspa (1980), Tata Yoyo (1980), Cho Ka Ka O (1985) ainsi que Les Enfants de la Terre (1998).
En 1987, elle interprète une chanson composée pour elle par Gilbert Bécaud sur des paroles de Julian More : Ah bravo, tirée de la comédie musicale Madame Roza sur la Rafle du Vel' d'Hiv. Jouée à Broadway, la comédie musicale est restée inédite en France, seule une vidéo en témoigne.
Elle enchaîne ainsi les galas à un rythme effréné, en ayant effectué près de 10 000 et ayant enregistré plus de 700 chansons. Lors d'une interview, elle révèle que, en comptant les reprises, les hommages sur les plateaux TV et bien sûr les enregistrements, elle a chanté près de 2 000 chansons.
La critique retient d'elle « une extraordinaire chanteuse et meneuse de revue », quelqu'un de « fantasque sans être ridicule, légère sans être superficielle » et un travail rigoureux et précis au service de chansons de fantaisie et festives « pour faire sourire les gens et les faire danser à la fin des fêtes de mariage ».

### Actrice de cinéma
En 1969, Annie Cordy tourne Le Passager de la pluie sous la direction de René Clément, où elle dévoile un talent dramatique, qui sera confirmé dans Le Chat (1971) aux côtés de Jean Gabin et Simone Signoret, mais aussi dans Rue Haute (Récompense de la meilleure comédienne en 1976) et Un été après l'autre (1989).

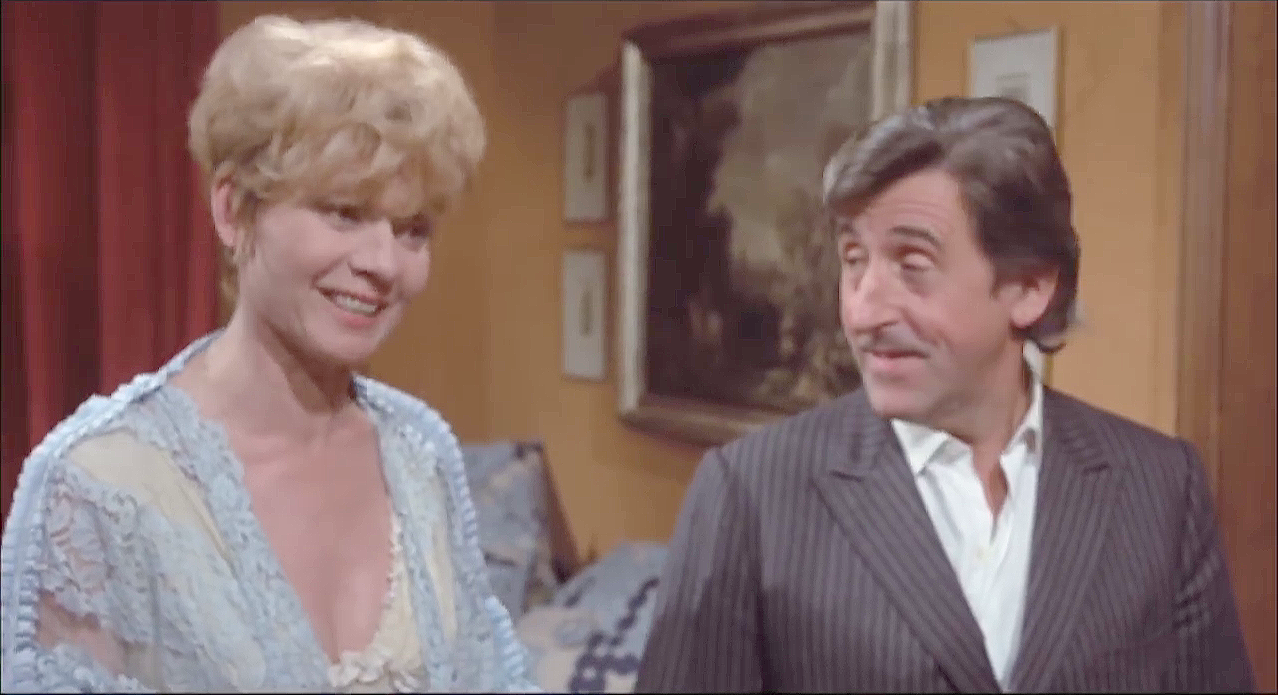
En 1974, pour le film italien Commissariat de nuit avec Jean Lefebvre.

Elle apparaît également dans plusieurs films populaires, tels que Ces messieurs de la famille (1968), Elle court, elle court la banlieue (1973), La Vengeance d'une blonde (1994), Madame Édouard (2004), Disco (2008) et Le crime est notre affaire (2008), et effectue le doublage voix dans des dessins animés tels que Pocahontas (1995) et Frère des ours (2003).
Au total, dix-neuf de ses films ont dépassé le million d'entrées en France.
Tout au long de sa carrière, elle tourne dans une quarantaine de films, auxquels elle se consacre à plein temps dès les années 2010.

### Actrice de télévision
Durant sa carrière, Annie Cordy tourne dans une trentaine de séries télévisées et téléfilms.
En 1981, elle devient la première héroïne récurrente dans une série télévisée en interprétant Madame S.O.S., et tient le rôle principal dans plusieurs autres téléfilms au cours de la décennie.
En 1990, elle est l'un des personnages principaux de la saga de l'été de TF1 Orages d'été, avis de tempête.
Dans les années 1990, pour France 2, elle joue aux côtés de Charles Aznavour dans les téléfilms Baldipata et Baldi et Tini de la collection Baldi.
Elle joue également dans les téléfilms Sans cérémonie en 1997 et Passage du Bac en 2002.
En 2003 et 2005, elle tourne dans les séries Fabien Cosma et Le Tuteur avec Roland Magdane.
En 2012, elle joue dans le prime-time de Scènes de ménages, dans lequel elle incarne le rôle de la grand-mère de Marion (Audrey Lamy). Fin 2013, elle joue dans un épisode de la série de France 2 Y'a pas d'âge avec Jérôme Commandeur, ainsi que dans la série Chefs.

### Apparitions télévisuelles
Durant les années 1970 et 1980, Annie Cordy est l'une des invitées les plus récurrentes des plateaux télés, comme ceux des Carpentier, de Danièle Gilbert, Guy Lux ou de Michel Drucker.
Dans ces émissions, elle aura fait des duos avec la majorité des stars de l'époque, tels que Sacha Distel, Dalida, Petula Clark, Sheila, Jacques Dutronc, Mireille Mathieu, Claude François, Julio Iglesias, Enrico Macias, Charles Aznavour et Joe Dassin.
Elle a été de nombreuses fois invitée du Gala de l'Union des artistes, comme en 1953, 1959, 1970 ou 1981. Également, elle chante lors de la soirée électorale de 1969, ainsi que celle de 1974.
Elle anime et participe en tant qu'artiste, en février et mars 1971, à l'émission de variétés Annie sur la 2, diffusée sur la seconde chaîne de l'ORTF (ORTF 2).
En 1977 et 1978, elle présente Chansons à la carte pour la RTBF.
Pendant l'été 1985, elle présente quelques numéros du jeu Anagram sur TF1.
En 2000, elle participe au concert des Enfoirés, retransmis sur France 2, où elle chante notamment Une belle histoire avec Alain Souchon et Francis Cabrel.
En 2006, elle est la voix off de Moi, Belgique, une série de documentaires sur l'histoire de la Belgique diffusée en première partie de soirée sur la RTBF.
Elle continue d'être régulièrement invitée des plateaux télés, comme La Méthode Cauet, Tous ensemble, Les Enfants de la télé, C'est au programme, Les Années bonheur, Le Plus Grand Cabaret du monde, Vivement Dimanche, Les Grands du rire, Chabada, Les Chansons d'abord, Questions pour un champion (spéciale idoles), C à vous, le Morning Live ou encore Touche pas à mon poste.
Elle est également souvent invitée pour des émissions hommages, notamment aux Carpentier ou à Dalida, en 2012 sur France 3.
En octobre 2010, France 3 lui consacre une émission en prime-time : Tous vos amis sont là, présentée par Stéphane Bern, avec de nombreux invités.
En janvier 2015, c'est France 2 qui lui consacre un prime-time, toujours présenté par Stéphane Bern, C'est votre vie !.

### Culture populaire
En 1979, Annie Cordy est croquée par Uderzo sous les traits de Nicotine, la femme du chef Gueuselambix dans l'album Astérix chez les Belges.

### Publicités
Durant sa carrière, Annie Cordy a prêté son image à plusieurs marques pour de la publicité. Les canapés-lits Beka sont les premiers à faire appel à elle. En 1958, elle devient ambassadrice de la bière à table, notamment avec la Triple Piedboeuf, où un livret est même édité.
L'une de ses principales publicités est celle pour les parapluies Aka, en 1960, accompagnée de la chanson Mon chouette pépin.
Dans les années 1970, elle réitère la publicité pour les bières, avec cette fois-ci la gueuze de la brasserie Belle-Vue. En 1975, elle prête son image aux robots ménagers Steca.
Le 30 août 2020, dans TV Magazine, elle vante aux lecteurs les mérites de la cure « Vitaélix » un « élixir de jouvence » censé redonner de l'énergie aux organismes affaiblis. Elle meurt cinq jours après.

### Marraine du Paris Saint-Germain
Au moment de la création du club de football parisien en 1970, elle participe avec d'autres personnalités au lancement de souscription des supporters, organisé par Europe 1 dans les rues de Paris. Devenant ainsi « Marraine du club », elle enregistre le premier hymne du PSG, Allez Paris !, en 1971,.

### Années 1990-2020

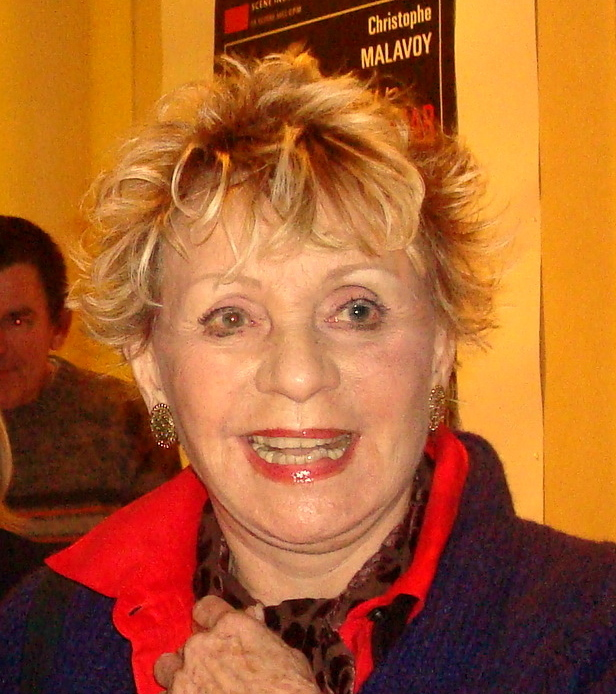
Annie Cordy en 2009.

Le 9 février 1989, Annie Cordy perd son mari François-Henri Bruno. Le début des années 1990 s'annonce difficile, mais la chanteuse retrouvera le sourire par le travail et la scène.
En 1998, elle fête son 70e anniversaire et ses 50 ans de carrière sur la scène de l'Olympia, et publie ses mémoires sous le titre Nini la Chance. Elle effectue plusieurs apparitions remarquées à la télévision, notamment avec Michaël Youn dans Morning Live sur M6, où elle chante Stach Stach avec les Bratisla Boys, et dans un sketch de l'émission des Frères Taloche.
Au début des années 2000, elle revient dans le domaine de la publicité en devenant l'égérie des produits à l'eau de javel La Croix, dans un spot publicitaire.
Elle repart en 2003 sur les routes avec son spectacle Que du bonheur !, qui connaît un grand succès durant trois années, puis entame deux nouvelles pièces de théâtre, Lily et Lily (2006) et Laissez-moi sortir (2009) avec lesquelles elle part en tournée.
À partir de 2008, elle participe avec d'autres chanteurs des années 1960 à 1980 aux saisons 3, 6 et 8 de la tournée Âge tendre et tête de bois.
En novembre 2011, elle participe à l'album de Thierry Gali Il était une fois, en soutien de l'action de l'Unicef, ainsi que, un an plus tard, au single caritatif Je reprends ma route en faveur de l'association Les Voix de l'enfant.
Son dernier album de chansons originales paraît en novembre 2012 : Ça me plaît… Pourvu que ça vous plaise, suivi d'une tournée en 2013 : Cordy et ses Gus.
Le 17 novembre 2014, est publié un album composé de chansons de Noël, Annie Cordy chante Noël. Elle cessera par la suite de publier des disques. La même année, elle enregistre le titre Histoire d'amours, pour l'association Le Refuge, qui a créé un collectif de 200 artistes, Les Funambules.
Le 14 janvier 2015 sort le film Les Souvenirs, de Jean-Paul Rouve, où Annie Cordy tient le rôle principal, aux côtés de Mathieu Spinosi, Michel Blanc, Chantal Lauby et Audrey Lamy. Les critiques sont unanimes pour souligner la performance de la chanteuse. Elle apparaît dans beaucoup d'émissions à l'occasion de la sortie du film et de ses 70 ans de carrière. France 2 lui consacre un prime-time, C'est votre vie !, présenté par Stéphane Bern. Le 16 mars 2015 sort l'album Joyeux anniversaire M'sieur Dutronc, hommage à Jacques Dutronc, avec la participation d'Annie Cordy. Elle enregistre la même année, en duo avec Cyrille Gallais, une reprise de L'Indifférence de Gilbert Bécaud, ainsi qu'un duo avec le directeur de cabaret Michou intitulé 85 % d'amour et 60 ans de cabaret à l'occasion du 85e anniversaire et des 60 ans du cabaret de ce dernier. Elle tourne également le film Le Cancre, de et avec Paul Vecchiali, Catherine Deneuve et Mathieu Amalric, projeté au festival de Cannes.
Le 18 mai 2016, pour la première fois, elle monte les marches du Festival de Cannes pour un film dans lequel elle joue, à l'occasion de la projection du film Le Cancre, aux côtés de Paul Vecchiali, Catherine Deneuve et Mathieu Amalric.
Le 4 juillet 2018, elle apparaît dans le film Tamara Vol.2, et un téléfilm pour France 3 : Illettré. C'est sa dernière apparition au cinéma.
Le 8 juillet 2018 est inauguré le parc Annie Cordy attenant à l'ancienne gare de Laeken dans la section du même nom de la ville de Bruxelles.
En 2019, à 91 ans, Annie Cordy reçoit le prix d'interprétation au festival international Entr'2 Marches organisé parallèlement au Festival de Cannes pour sa performance dans le court-métrage Les Jouvencelles de Delphine Corrard,.

### Mort

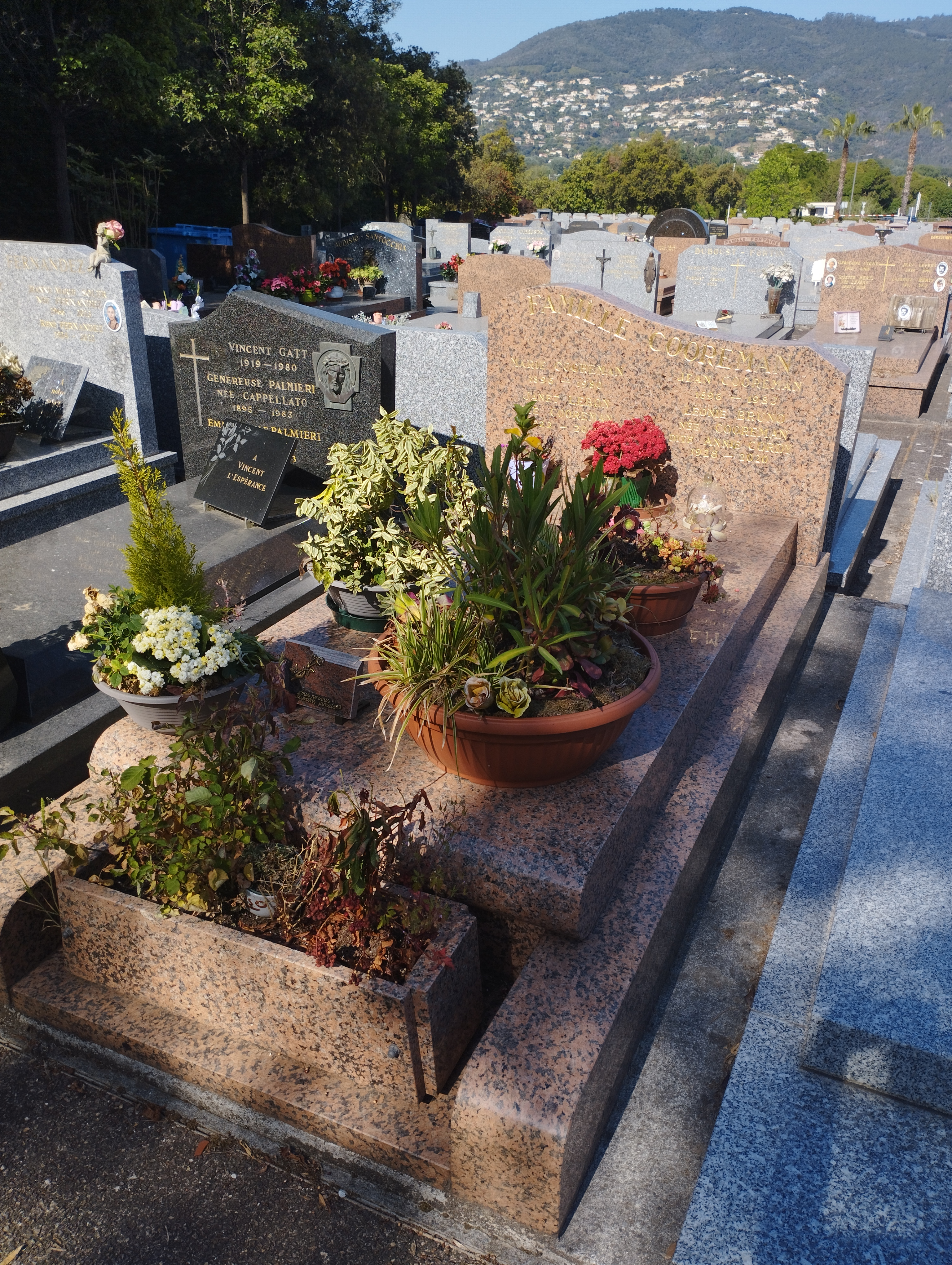
Tombe d'Annie Cordy au cimetière Abadie à Cannes.

Annie Cordy meurt à l'âge de 92 ans le 4 septembre 2020, à son domicile de Vallauris, sur les hauteurs de Cannes, d'un malaise cardiaque. Sa nièce, Michèle Lebon, dite Mimi, qui vivait avec elle, a prévenu les pompiers aux alentours de 18 heures, mais ils ne réussissent pas à la réanimer.
De nombreuses personnalités du cinéma, de la musique et du monde politique lui rendent hommage.
Ses obsèques se déroulent le 12 septembre à Cannes, suivies de l'inhumation dans le caveau familial au cimetière Abadie annexe de cette même commune,.

### Hommages
Le 8 mars 2021, à la suite d'une consultation publique, le plus long tunnel de Belgique, précédemment nommé « Tunnel Léopold II », prend le nom de « Tunnel Annie Cordy » en hommage à la chanteuse six mois après sa mort. Cette décision se justifie par la volonté de féminiser les noms d'ouvrages publics,.

## Discographie

### Albums studio
- 1953 : Les trois bandits de Napoli
- 1955 : Fleurs de papillon
- 1956 : Les succès d'Annie Cordy
- 1957 : Chante les airs de l'opérette “Tête de linotte”
- 1958 : Cigarettes et whisky
- 1959 : Merveilleuse Annie
- 1960 : Pleins feux sur Annie Cordy
- 1961 : Annie Cordy
- 1962 : Visa pour l'amour (avec Luis Mariano)
- 1963 : For me formidable
- 1964 : Style rococo
- 1965 : Ouah ouah (avec Bourvil)
- 1967 : Pic et Pioche (avec Darry Cowl)
- 1970 : Indien vaut mieux que deux tu l'auras (avec Pierre Doris)
- 1972 : Annie Cordy
- 1972 : Hello Dolly
- 1973 : Hé hé, c'est chouette
- 1974 : Annie Cordy Show
- 1977 : Sacré bourricot
- 1976 : Nini la chance
- 1977 : Chante pour les petits et les grands
- 1978 : De toutes les couleurs
- 1979 : Annie Cordy chante et raconte... L'Histoire de France (pour Rire)
- 1980 : Tata Yoyo
- 1981 : Les drôles d'amis d'Annie Cordy
- 1982 : Vanini vanillée
- 1983 : Envoyez la musique !
- 1985 : Cho ka ka o
- 1988 : L'Arbre à chansons
- 1992 : Oh la la quelle soirée
- 1997 : Les trois bandits de Napoli
- 1998 : Annie Cordy chante Broadway
- 2005 : Que du bonheur
- 2012 : Ça me plaît... Pourvu que ça vous plaise
- 2014 : Annie Cordy chante Noël

### Compilations
- 1953 : Amour toujours... (multi-artistes)
- 1954 : Charles Trenet-Annie Cordy (multi-artistes)
- 1955 : Bonbons, caramels
- 1956 : Les chansons de nos provinces (multi-artistes)
- 1956 : Les succès d'Annie Cordy
- 1957 : Les Compagnons de la chanson et Annie Cordy (multi-artistes)
- 1957 : La bourse des chansons du Figaro N°1 (multi-artistes)
- 1958 : La bourse des chansons N°3 (multi-artistes)
- 1958 : La bourse des chansons N°4 (multi-artistes)
- 1959 : La bourse des chansons N°5 (multi-artistes)
- 1959 : La bourse des chansons N°6 (multi-artistes)
- 1960 : La bourse des chansons Pathé-Marconi N°3 (multi-artistes)
- 1960 : La bourse des chansons N°7 (multi-artistes)
- 1961 : Fantaisie
- 1962 : 2+1 = 3 : 15 chansons de nos provinces (multi-artistes)
- 1963 : For me ... formidable
- 1964 : Tu m'as vou-lue
- 1965 : 15 compilations de nos provinces (multi-artistes)
- 1966 : Quelle fiesta
- 1967 : Annie fête !
- 1968 : Annie Cordy Volume I
- 1969 : Grands succès d'Annie Cordy
- 1970 : Annie Cordy Volume II
- 1971 : 12 étoiles de la chanson (multi-artistes)
- 1972 : Annie Cordy Volume III
- 1973 : N°2 Annie Cordy
- 1974 : Oh la la !
- 1975 : Top 36 (multi-artistes)
- 1976 : Vedettes succès (multi-artistes)
- 1977 : Grands succès Volume I
- 1978 : Les plus grands succès d'Annie Cordy
- 1978 : Grands succès Volume II : La Bonne du Curée
- 1979 : Annie Cordy
- 1979 : Cigarettes, whisky et petites pépées
- 1980 : Douce France (multi-artistes)
- 1980 : Quelle fiesta (multi-artistes)
- 1981 : Disque d'or
- 1982 : Les cinglés du music-hall de Jean-Christophe Averty (multi-artistes)
- 1983 : Ses grands succès
- 1984 : Ses grands succès Volume II
- 1985 : Ses grands succès Volume III
- 1986 : Fumées (chansons d'hier) (multi-artistes)
- 1987 : 1 heure avec Annie Cordy
- 1988 : Bravo à Annie Cordy
- 1992 : Collection Or : Tata Yoyo
- 1993 : Les années chansons
- 1994 : Les plus grands succès d'Annie Cordy
- 1996 : Disques Pathé
- 1997 : Les meilleurs
- 1998 : 50 ans de succès
- 1999 : Le meilleur d'Annie Cordy
- 2000 : Tata Yoyo
- 2001 : Annie Cordy fait la fête !
- 2002 : Les indispensables
- 2002 : Les indispensables volume II
- 2003 : Concerts Musicorama inédits: Annie Cordy
- 2003 : Enregistrements originaux
- 2004 : J'adore la chanson française
- 2004 : Hits intemporels
- 2005 : 57/60
- 2005 : Que du bonheur
- 2005 : Fleur de papillon
- 2006 : 1957 / 1960 vol.1
- 2006 : Volume 2
- 2007 : Les concerts exclusifs Europe 1
- 2008 : Les plus grands succès
- 2009 : Miss Pommarole
- 2009 : Platinium Collection
- 2010 : Les années Columbia Pathé (1952-1969)
- 2011 : Chansons passion
- 2012 : Les années CBS (1970-2010)
- 2013 : Annie Cordy Volume II
- 2014 : La collection Annie Cordy
- 2015 : 20 tracks of Annie Cordy
- 2016 : Noël en fête avec Annie Cordy
- 2018 : Premières chansons
- 2020 : Vive Annie Cordy: 100 titres d'Or
- 2022 : Annie Cordy: 20 chansons

### Singles (78 tours/45 tours)
- 1951 : Marie-Madeleine
- 1951 : Trois petits hommes
- 1952 : Les trois bandits de Napoli
- 1952 : Moi j'aime les hommes
- 1953 : Bonbons, caramels, esquimaux, chocolats
- 1953 : La fille du Cov-bois
- 1954 : Léon
- 1954 : Viens à Nogent
- 1955 : Fleur de Papillon
- 1955 : La femme du pêcheur / Non non merci
- 1955 : Oh Bessie
- 1955 : Bonjour sourire
- 1955 : Mon p'tit pote
- 1956 : Tantina de Burgos
- 1956 : Jazz Party chez Annie Cordy
- 1956 : La petite martiniquaise
- 1956 : La Ballade de Davy Crockett
- 1957 : Coquelicots polka
- 1957 : Oh ! la, la
- 1957 : Lolo Lola
- 1957 : Cigarettes, whisky et p'tites pépées
- 1957 : Tout ce que veut Lola
- 1958 : Hello le soleil brille
- 1958 : Docteur Miracle
- 1958 : Tête de linotte
- 1958 : Tête folle (B.O.F)
- 1958 : Paris Paname
- 1958 : Hula Hoop
- 1959 : Nick Nack Paddy Whack
- 1959 : Torero
- 1959 : Le millionnaire
- 1959 : Petite fleur
- 1959 : Salade de fruits
- 1960 : Les papous
- 1960 : Banjo Boy
- 1960 : Abuglubu Abugluba
- 1960 : Bottle Chacha"
- 1960 : Les papous
- 1961 : À Bahia
- 1961 : Paname
- 1961 : Chansons enfantines
- 1961 : Banjo Boy
- 1961 : À la pétanque
- 1961 : Ah ! qu'il fait bon (avec Luis Mariano)
- 1962 : Hop ! Dans la rivière
- 1962 : La marche des anges
- 1962 : Zizi la twisteuse
- 1962 : Un clair de lune à Maubeuge
- 1962 : Le jour le plus long
- 1962 : Visa pour l'amour
- 1963 : Aïe, pourquoi on s'aime (avec Luis Mariano)
- 1963 : Tu m'as voulue
- 1963 : Anaé Ataoa
- 1963 : Valentina
- 1964 : J'ai froid les pieds
- 1964 : Six Roses
- 1964 : Lettre de vacances
- 1964 : Le p'tit coup d'chance (avec Bourvil)
- 1965 : La chanson de Zorba
- 1965 : Café ! Tabac (avec Bourvil)
- 1965 : Quand un homme est un homme
- 1965 : Le cowboy
- 1966 : Ce bruit
- 1966 : Nous et les autres
- 1966 : Ouah-ouah
- 1966 : Edgard
- 1967 : T'auras ton sapin
- 1967 : La plus grande star du monde
- 1967 : Millie
- 1967 : L'accident d'Hector
- 1968 : Thank u very much
- 1968 : Pic et Pioche
- 1968 : Et moi qui croyais tant
- 1969 : C'est pour ça
- 1969 : On meurt encore d'amour
- 1969 : T'as vu Monte-Carlo ?
- 1970 : Le chouchou de mon cœur
- 1970 : Calamity
- 1970 : Fallait me le dire
- 1970 : Gino
- 1971 : Allez Paris
- 1971 : Ton Polichinelle
- 1971 : Sacré Bourricot
- 1971 : Les portes de feu (B.O.F)
- 1972 : Quand c'est aux autos de passer
- 1972 : Pinocchio
- 1972 : Hello Dolly
- 1973 : Jours de fêtes
- 1973 : Hé hé c'est chouette
- 1973 : La dernière bourrée à Paris (B.O.F)
- 1974 : Riquet à la houpe
- 1974 : Mon superman
- 1974 : La Bonne du curé
- 1975 : La rentrée
- 1975 : Jane la Tarzane
- 1975 : Frida Oum Papa
- 1975 : Ya kasiti
- 1976 : La Bébête
- 1976 : Nini la chance
- 1976 : Ça ira mieux demain
- 1977 : L'hurluberlu
- 1977 : Boing Boing
- 1977 : Bernard et Bianca
- 1978 : Prends le temps
- 1978 : La Madam
- 1978 : Qui qu'en veut
- 1979 : Comme au spectacle
- 1979 : Le kazou
- 1979 : Notre dernier automne
- 1979 : Les gaulois
- 1980 : Señorita Raspa
- 1980 : Tata Yoyo
- 1980 : Natacha
- 1981 : Vanini vanillée
- 1981 : La coupe à Ratcha
- 1981 : L'abominable homme des neiges
- 1982 : Si j'étais le soleil
- 1982 : Envoyez la musique
- 1982 : Nini Pompon
- 1983 : Un âne est toujours un âne
- 1983 : Le rock à médor
- 1984 : Choubidou
- 1984 : Cadichon
- 1985 : Cho Ka Ka O
- 1985 : Sans-gêne
- 1986 : Y'a des hauts, y'a des bas
- 1986 : C'est ça qui est beau
- 1987 : Cot Cot Coin Coin
- 1987 : Annie
- 1988 : Eléonor
- 1988 : Le coeur gémeaux
- 1989 : C'est pas moi, c'est Murphy
- 1989 : Mais l'amour dans tout ça ?
- 1990 : Bonheur, santé et pépites
- 1991 : Madame La Fontaine
- 1992 : Oh la la quelle soirée
- 1995 : Écoute ton cœur (bande originale de Pocahontas)
- 1998 : C'est ça le jazz
- 1999 : Pince-moi j'hallucine
- 2001 : Danse Annie
- 2016 : 85% d'amour

### Collaborations avec les éditions Walt Disney
- 1977 : Les Aventures de Bernard et Bianca

### En public
- 1955 : Le tour de chant d'Annie Cordy (enregistré à l'Olympia de Paris)
- 1960 : Pleins feux sur Annie Cordy
- 1961 : Live at Club Domino
- 1965 : Théâtre Gramont 1965
- 1966 : Grand récital[45]
- 1968 : Bobino 68
- 1975 : À l'Olympia
- 1979 : Olympia 79
- 1995 : À l'Olympia
- 1998 : 50 ans de succès (enregistré à l'Olympia)
- 1999 : Live
- 2000 : Enfoirés en 2000
- 2004 : Que du bonheur ! (enregistré au théâtre Sébastopol de Lille)
- 2006 : Moi, Belgique (l'histoire de la Belgique racontée par Annie Cordy : 7 épisodes présentés dans un coffret de 3 DVD)
- 2008 : Âge tendre, la tournée des idoles, saison 3
- 2011 : Âge tendre, la tournée des idoles, saison 6
- 2013 : Âge tendre, la tournée des idoles, saison 8

## Filmographie

### Cinéma
- 1954 :  Boum sur Paris de Maurice de Canonge : elle-même
- 1954 : Si Versailles m'était conté… de Sacha Guitry : Mme Langlois
- 1954 : Poisson d'avril de Gilles Grangier : Charlotte Dupuy
- 1956 : Le Chanteur de Mexico de Richard Pottier : Cri-Cri
- 1956 : Bonjour sourire de Claude Sautet : elle-même
- 1957 : Viktor und Viktoria de Karl Anton : Titine
- 1958 : Tabarin de Richard Pottier : Mimi
- 1959 : Cigarettes, Whisky et P'tites Pépées de Maurice Régamey : Martine
- 1960 : Tête folle de Robert Vernay : Annie
- 1965 :  Ces dames s'en mêlent de Raoul André : Lily
- 1965 :  L'Or du duc de Jacques Baratier : la concierge
- 1968 : Ces messieurs de la famille de Raoul André :  Maryse
- 1969 : Le Bourgeois gentil mec de Raoul André : Mme Marthe
- 1970 : Le Passager de la pluie de René Clément : Juliette
- 1970 : Ces messieurs de la gâchette de Raoul André : Maryse
- 1970 : La Rupture de Claude Chabrol : Mme Pinelli
- 1971 : Le Chat de Pierre Granier-Deferre : Nelly
- 1972 : Les Galets d'Étretat de Sergio Gobbi : Brigitte
- 1972 : Les Portes de feu de Claude Bernard-Aubert : Andrée
- 1973 : Elle court, elle court la banlieue de Gérard Pirès : l'agent immobilier
- 1972 : Le Mataf de Serge Leroy : Nina
- 1972 : La Dernière Bourrée à Paris de Raoul André : la psychanalyste
- 1974 : Les Gaspards de Pierre Tchernia : Ginette Lalatte
- 1974 : Commissariat de nuit de Guido Leoni : Pupa
- 1975 : Isabelle devant le désir de Jean-Pierre Berckmans : la mère d'Isabelle
- 1975 : Souvenir of Gibraltar d'Henri Xhonneux : Tina, la mère
- 1976 : Rue Haute d'André Ernotte : Mimi
- 1977 : Drôles de zèbres de Guy Lux : la véritable baronne Jacinthe de la Tronchembiais
- 1983 : Le Braconnier de Dieu de Jean-Pierre Darras : Jofrette
- 1990 : Un été après l'autre d'Anne-Marie Étienne : Mère Fine
- 1994 : La Vengeance d'une blonde de Jeannot Szwarc : Jany
- 2004 : Madame Édouard de Nadine Monfils : Ginette
- 2006 : Le Dernier des fous de Laurent Achard : Rose
- 2006 : C'est beau une ville la nuit de Richard Bohringer : la mamie HLM
- 2008 : Disco de Fabien Onteniente : Mme Graindorge
- 2008 :  Le crime est notre affaire de Pascal Thomas : Babette Boutiti
- 2009 : Les Herbes folles d'Alain Resnais : la voisine
- 2012 : Crimes en sourdine de Joël Chalude et Stéphane Onfroy : Mme Garcia
- 2014 : Le Dernier Diamant d'Éric Barbier : Inès de Boissière
- 2015 : Les Souvenirs de Jean-Paul Rouve : Madeleine
- 2016 : Le Cancre de Paul Vecchiali : Christiane
- 2018 : Tamara Vol.2 d'Alexandre Castagnetti : Rose

### Doublage
- 1995 : Pocahontas de Mike Gabriel et Eric Goldberg : Grand-mère Feuillage
- 2003 : Frère des ours de Robert Walker et Aaron Blaise : Nanaka

### Courts-métrages
- 1995 : Vroum-Vroum de Frédéric Sojcher
- 1996 : Moi j'aime Albert de Frédéric Chaudier
- 1999 : Un Noël de chien de Nadine Monfils
- 2004 : Zartmo de Marc Dalman : la dame
- 2018 : Les Jouvencelles de Delphine Corrard : Laurenne

### Télévision

#### Téléfilms
- 1978 : Le Bel Indifférent de Marion Sarraut avec Alain Delon : la femme[46]
- 1978 : L'Avare de Jean Pignol : Frosine
- 1981 : Les fiançailles de feu de Pierre Bureau : Mme Hortense
- 1981 : Madame Sans-Gêne (captation de la pièce) d'Abder Isker : Madame Sans-Gêne
- 1994 : La fille du roi de Philippe Triboit : Bertoune
- 1994 : Baldipata de Michel Lang : Colette
- 1995 : Fanny se fait un sang d'encre d'Alain de Halleux : Fanny Faber
- 1997 : Le diable en sabots de Nicole Berckmans : Marie Fer
- 1997 : Une mère comme on n'en fait plus de Jacques Renard : Simone Lapierre
- 1997 : Sans cérémonie (téléfilm) : Solange Serpette
- 1999 : Baldi et Tini de David Pharao : Colette
- 2001 : La tortue de Dominique Baron : Anne Gautier, dite la tortue
- 2002 : Les rebelles de Moissac de Jean-Jacques Kah : Charlotte
- 2002 : Passage du bac d'Olivier Langlois : Émilie
- 2012 : Je retourne chez ma mère de Williams Crépin : Alice
- 2018 : Illettré de Jean-Pierre Améris : Adélaïde Perez

#### Séries télévisées
- 1960 : Rue de la Gaîté : elle-même
- 1982 : Madame S.O.S. : Mitsi, Mme S.O.S.
- 1989 : Le Bonheur d'en face : Irène Lecoin
- 1990 : Orages d'été, avis de tempête de Jean Sagols : Céline
- 1993 : Inspecteur Médeuze, saison 1, épisode 1, Poulet fermier : Lucie
- 1996 : Le Refuge : Hélène
- 2003 : Fabien Cosma, saison 2, épisode 1, Jamais trop tard : Lucette
- 2005 : Le Tuteur, Saison 2, épisode 5, Une nouvelle vie : Antoinette Loiseau
- 2012 : Scènes de ménages, épisode spécial Ce soir ils reçoivent ! de Francis Duquet : la grand-mère de Marion
- 2013 : Y'a pas d'âge, saison 1, épisode 20, Pour revoir son ex-femme de Stéphane Marelli : Yvonne P.
- 2014 : H-Man, épisode La super retraite de Joseph Cahill : la fille télékinétique
- 2015 : Chefs d'Arnaud Malherbe : Léonie

#### Émissions télévisées
- 1989 : Pas de pitié pour les croissants : Épisode 80 Tarzanie[47].
- 2010 : Signé Taloche : la gérante du restaurant

## Comédies musicales
- 1952-1954 : La Route fleurie de Raymond Vincy, musique Francis Lopez, mise en scène Max Révol, avec Georges Guétary, Bourvil, Théâtre des Célestins, Théâtre de l'ABC
- 1957-1958 : Tête de linotte de Raymond Vincy, musique Francis Lopez, mise en scène Léon Ledoux, avec Jean Richard, Théâtre de A.B.C.
- 1961-1963 : Visa pour l'amour de Raymond Vincy, musique Francis Lopez, mise en scène René Dupuy, avec Luis Mariano, Théâtre de la Gaîté-Lyrique, Théâtre Saint-Denis
- 1965-1966 : Ouah ! Ouah ! de Michel André, musique Étienne Lorin et Gaby Wagenheim, mise en scène Roland Bailly, avec Bourvil, Théâtre de l'Alhambra
- 1967-1968 : Pic et Pioche de Raymond Vincy, musique Darry Cowl et Jean-Michel Defaye, mise en scène Robert Thomas, avec Darry Cowl, Théâtre des Nouveautés
- 1970-1971 : Indien vaut mieux que deux tu l'auras de Jean Le Poulain, Jacques Mareuil et Jean Marsan, musique Armand Canfora et Joss Baselli, mise en scène Jean Le Poulain, avec Pierre Doris
- 1972-1973 : Hello, Dolly ! de Michael Stewart, musique de Jerry Herman, avec Jacques Mareuil, Théâtre Mogador
- 1976-1978 : Nini la chance de Jacques Mareuil, musique Georges Liferman, mise en scène Raymond Vogel, Théâtre Marigny
- 1982-1984 : Envoyez la musique de Jacques Mareuil et Gérard Gustin, musique Paul Piot, mise en scène Raymond Vogel, avec Patrick Préjean et Gérard Chambre, Opéra d'Avignon, Théâtre de la Porte-Saint-Martin, Théâtre de Montpellier

## Théâtre
- 1981 : Madame Sans-Gêne de Victorien Sardou et Émile Moreau, mise en scène Marcelle Tassencourt, avec Pascal Mazzotti, Festival de Versailles
- 1985-1986 : La Mienne s'appelait Régine de Pierre Rey, mise en scène Armand Delcampe, avec Claude Brosset, Théâtre de l'Œuvre
- 1985-1986 : Merci Apolline de Geneviève Martin, mise en scène Michel Wyn avec Guy Tréjan
- 1986-1988 : Madame Sans-Gêne de Victorien Sardou et Émile Moreau, mise en scène Marcelle Tassencourt, avec Pascal Mazzotti, Théâtre Montansier, Théâtre du Gymnase Marie-Bell
- 1989 : Mademoiselle Plume de Laurence Jyl, mise en scène Jean-Luc Moreau, avec Charlotte Kady
- 1990-1991 : Sacrée Gladys avec Jacques Balutin
- 1993-1994 : La Célestine de Fernando de Rojas, mise en scène Marcelle Tassencourt, avec Nicolas Briançon, Théâtre Jacques Carat, Théâtre de Boulogne-Billancourt
- 1994-1996 : Six heures au plus tard de Marc Perrier, avec Xavier Percy
- 2000-2001 : Les Joyeuses Commères de Windsor de William Shakespeare, mise en scène Marie-Silvia Manuel, avec Patrick Préjean
- 2006-2007 : Lily et Lily de Pierre Barillet et Jean-Pierre Gredy, mise en scène Gérard Moulevrier, avec Christian Morin
- 2009-2011 : Laissez-moi sortir de Jean-Marie Chevret, mise en scène Jean-Pierre Dravel et Olivier Macé, Théâtre Sébastopol, Théâtre Daunou, Théâtre Montansier

## Livre-disque
Narration de l'adaptation en livre-disque des Aventures de Bernard et Bianca.

## Publications
- Annie Cordy et Cécile Barthélémy, Nini la chance : Mémoires, Paris, Éditions Belfond, 1998, 287 p. (ISBN 978-2-7144-3619-1)
- Christian Dureau et Annie Cordy (préf. Charles Aznavour et Fred Mella), Annie Cordy : Salut l’artiste!, Paris, Éditions Didier Carpentier, 2009, 142 p. (ISBN 978-2-84167-638-5, BNF 42093734)
- Annie Cordy et Eddy Przybylski, Que la vie est belle, autobiographie, Paris, éditions La Boîte à Pandore, 2013.

## Duos
Duos d'Annie Cordy avec d'autres artistes lors d'émissions, de concerts ou de festivals. Liste non exhaustive.
| Année | Partenaire                                                 | Chanson                                | Notes  |
| ----- | ---------------------------------------------------------- | -------------------------------------- | ------ |
| 1965  | Bourvil                                                    | Le p'tit coup de chance                |        |
| 1967  | Darry Cowl                                                 | Pic et Pioche                          | [ 48 ] |
| 1970  | Claude François                                            | Fallait m'le dire                      | [ 49 ] |
| 1971  | Jacques Dutronc                                            | Les Play-boys                          |        |
| 1971  | Charles Aznavour                                           | For me formidable                      | [ 50 ] |
| 1971  | Michel Simon et Enrico Macias                              | Comme de bien entendu                  | [ 51 ] |
| 1972  | Pierre Perret                                              | Tout va très bien madame la marquise   | [ 52 ] |
| 1972  | Charles Trenet                                             | Fleur bleue                            | [ 53 ] |
| 1973  | Charles Aznavour                                           | Fallait m'le dire                      |        |
| 1973  | Charles Aznavour                                           | Elle vendait des p'tits gâteaux        |        |
| 1973  | Charles Aznavour                                           | Tu te laisses aller                    | [ 54 ] |
| 1973  | Nicoletta                                                  |                                        | [ 55 ] |
| 1974  | Jacques Martin                                             | Quand ma cousine fait la cuisine       |        |
| 1974  | Sacha Distel                                               | Bras dessus bras dessous               |        |
| 1974  | Enrico Macias                                              | Amour, Castagnettes et Tango           |        |
| 1974  | Sheila                                                     | Daisy                                  | [ 56 ] |
| 1974  | Jacques Martin                                             | La Petite Souris                       | [ 57 ] |
| 1975  | Guy Béart                                                  | Quand un homme                         |        |
| 1975  | Dave                                                       | Une ballade hollandaise                | [ 58 ] |
| 1975  | Enrico Macias                                              | Made in Normandie                      |        |
| 1975  | Mireille Mathieu                                           | Hello Annie, Hello Mimi                | [ 59 ] |
| 1976  | Gianni Nazzaro                                             | Medley de chansons napolitaines        | [ 60 ] |
| 1976  | Arthur Plasschaert                                         | Alleluia                               | [ 61 ] |
| 1976  | Mort Shuman, Dave, Claude Véga, Gianni Nazzaro, Yves Lecoq | La Famille des Bouchembiais            |        |
| 1976  | Joe Dassin                                                 | La Statue                              |        |
| 1976  | Mort Shuman                                                | Medley                                 |        |
| 1976  | Yves Lecoq                                                 | We Join the Navy                       |        |
| 1976  | Dalida                                                     | El manisero                            | [ 62 ] |
| 1976  | Salvatore Adamo                                            | Les Filles du bord de mer              | [ 63 ] |
| 1977  | Claude François                                            | Une chanson française                  | [ 64 ] |
| 1978  | Claude Véga                                                | Shine on Your Shoes                    |        |
| 1978  | Petula Clark                                               | I Wanna Be Loved by You                |        |
| 1978  | Sacha Distel et Petula Clark                               | Buvons à la santé                      | [ 65 ] |
| 1979  | Dave                                                       | On est tous un peu bohème              | [ 66 ] |
| 1979  | Enrico Macias                                              | Tous les enfants                       |        |
| 1979  | Michel Drucker                                             | Faire le clown                         |        |
| 1979  | Jeane Manson                                               | Medley Maurice Chevalier               |        |
| 1979  | Sacha Distel                                               | Cigarettes, Whisky et P'tites Pépées   |        |
| 1979  | Joe Dassin                                                 | Côté banjo, côté violon                | [ 67 ] |
| 1979  | Francis Perrin                                             | Just a rigolo                          | [ 68 ] |
| 1980  | Renaud                                                     | Tel qu'il est, il me plait             | [ 69 ] |
| 1980  | Carlos, Sacha Distel                                       | D'Artagnan                             |        |
| 1980  | Mort Shuman                                                | Ah ! Quel beau mec                     |        |
| 1980  | Poivre et Sel                                              | Bei mir bist du schön                  |        |
| 1980  | Karen Cheryl                                               | Initiation                             | [ 70 ] |
| 1980  | Carlos et Danièle Gilbert                                  | Kikadikadekado                         | [ 71 ] |
| 1980  | Julio Iglesias                                             | Cielito lindo                          | [ 72 ] |
| 1981  | Line Renaud                                                | Douce France                           |        |
| 1981  | Line Renaud                                                | Avec son ukulélé                       |        |
| 1981  | Line Renaud                                                | Yes Sir, that's my baby                |        |
| 1982  | Gérard Chambre et Patrick Préjean                          | Une chanson ça vient comme ça          | [ 73 ] |
| 1984  | Sacha Distel                                               | À la mi-août                           | [ 74 ] |
| 1987  | Serge Lama                                                 | Les P'tites Femmes de Pigalle          |        |
| 1987  | Michel Drucker                                             | Les Clodos                             |        |
| 1987  | Charles Aznavour                                           | For me formidable                      |        |
| 1989  | Frédéric Mitterrand                                        | La Chanson des Jumelles                | [ 75 ] |
| 1989  | Line Renaud                                                | On était swing                         | [ 76 ] |
| 1992  | Pascal Sevran                                              | Paris Java                             | [ 77 ] |
| 1995  | Pascal Sevran                                              | Nous nous reverrons un jour ou l'autre | [ 78 ] |
| 2004  | Patrick Sébastien                                          | Le P'tit Coup de chance                | [ 79 ] |
| 2012  | David Alexis                                               | C'est pour ton bien                    | [ 80 ] |
| 2013  | Vincent Niclo                                              | C'est magnifique                       | [ 81 ] |
| 2014  | Dave                                                       | Un visa pour l'amour                   | [ 82 ] |
| 2016  | Cyrille Gallais                                            | L'Indifférence                         |        |
| 2016  | Michou                                                     | 85 % d'amour et 60 ans de cabaret      |        |

Pour certains duos, les dates ne sont pas identifiées :
- En duo avec C. Jérôme : Made in Normandie[83]

La plupart de ces duos ont été créés lors des émissions des Carpentier, dont :
- Top à... Annie Cordy, le 11 mai 1974 : Enrico Macias, Charles Aznavour, Sheila, Jacques Martin, Sacha Distel (invités qui ont fait des duos lors de l'émission)
- Numéro un Annie Cordy, le 20 septembre 1975 : Enrico Macias, Mireille Mathieu, Dave, Carlos (invités qui ont fait des duos lors de l'émission)
- Numéro un Annie Cordy, le 15 mai 1976 : Mort Shuman, Dave, Gianni Nazzaro, Claude Véga, Yves Lecoq, Enrico Macias, Claude François (invités qui ont fait des duos lors de l'émission)
- Numéro un Annie Cordy, le 30 octobre 1976 : Salvatore Adamo, Dalida, Yves Lecoq (invités qui ont fait des duos lors de l'émission)
- Numéro un Annie Cordy, le 14 janvier 1978 : Jean Vallée, Claude Véga, Alain Delon, Petula Clark (invités qui ont fait des duos lors de l'émission)
- Numéro un Annie Cordy, le 21 avril 1979 : Joe Dassin, Dave, Michel Drucker, Enrico Macias, Dany Saval, Sacha Distel (invités qui ont fait des duos lors de l'émission)
- Numéro un Annie Cordy, le 24 mai 1980 : Poivre et sel, Renaud (invités qui ont fait des duos lors de l'émission)
- Numéro un Annie Cordy, le 31 décembre 1980 : Mort Shuman, Jean-Pierre Aumont, Carlos, Sacha Distel, Julio Iglesias, Danièle Gilbert (invités qui ont fait des duos lors de l'émission)

## Distinctions

### Concession de noblesse

Armoiries de Léonie Cooreman.

Annie Cordy est anoblie en Belgique le 31 août 2005, date des lettres patentes accordant à Léonie Cooreman « concession de noblesse personnelle avec le titre personnel de baronne ».
Ses armoiries dessinées par Fernand Brose, se blasonnent ainsi : Un écu en losange, coupé de gueules et de sable, chargé d'un épi de blé d'or feuillé de deux pièces, accompagné de deux masques de la commedia dell'arte, celui à dextre riant posé en bande, et celui à senestre pleurant, posé en barre. L'écu sommé d'une couronne de baronne et supporté par deux lions d'or, lampassés de gueules. Devise : « LA PASSION FAIT LA FORCE », en lettres d'or sur un listel de sable.
Selon l'artiste, l'épi de blé représente son père (coor signifiant « blé » en flamand), les lions représentent sa mère (leeuw signifiant « lion » en flamand) et sont au nombre de deux, car c'était une femme très énergique. Enfin, les masques de la commedia dell'arte représentent son métier d'artiste.

### Décorations
En France, Annie Cordy est promue :
- 1992 :  Commandeure de l'ordre des Arts et des Lettres[11].

En Belgique, elle est promue :
- 1998 :  Officier de l'ordre de Léopold [87]
- 2014 :  Commandeure de l'ordre de la Couronne[88]

### Honneurs
En 2004, Annie Cordy est faite citoyenne d'honneur de la Ville de Bruxelles.
À l'occasion de ses 90 ans, Bruxelles lui rend hommage lors de l'édition 2018 de l'Ommegang, début juillet, en donnant son nom à un lieu célèbre de la ville, ainsi qu'en dévoilant une fresque à son effigie. Le parc attenant à l'ancienne gare de Laeken devient le parc Annie Cordy le 8 juillet 2018.